# Xã Medina, Quận Warren, Indiana
Xã Medina (tiếng Anh: Medina Township) là một xã thuộc quận Warren, tiểu bang Indiana, Hoa Kỳ. Năm 2010, dân số của xã này là 457 người.